# Corymica prattorum
Corymica prattorum là một loài bướm đêm trong họ Geometridae.